# Maeve Tomalty
Maeve Tomalty (* 27. Mai 2000 in Kingston, Ontario) ist eine US-amerikanische Schauspielerin.

## Leben
Maeve Tomalty wurde in Ontario, Kanada geboren und zog später mit ihrer Familie nach Kalifornien. Sie hat eine Schwester namens Morgan Tomalty und einen älteren Bruder namens Conor Tomalty. Zwischenzeitlich lebte die Familie in Huntsville, Alabama, wo sie beim Gemeinschaftstheater auftrat. Erstes Schauspieltraining erhielt sie 2013 durch Kurse – wie dem Chameleon Audition Survival Training – bei einer privaten Schauspielschule in Toronto.
Sie wurde bekannt durch die Rolle Bianca in Henry Danger.

## Filmografie
- 2015: Henry Danger (Fernsehserie, 6 Folgen)
- 2015: Das geheimnisvolle Kochbuch (Fernsehserie, 1 Folge)